# Dice (manga)
Dice (ダイス Daisu?, Dados), es un manga del género shōjo dibujado y escrito por Ayumi Shiina. Fue serializado en la revista Ribon, de la editorial Shueisha, desde el 2002 hasta el 2003 en 2 volúmenes. El título “Dice” es una palabra inglesa que significa “dados” en español.

## Resumen de la Historia
Misaki es una chica de colegio que trata de aparentar hacia los demás tener una vida alegre y normal, aunque se duerma y ronque frecuentemente en clases.
Como su papá se escapó de su casa dejándoles deudas, ella tiene que trabajar por las noches en diferentes trabajos y estudiar en el colegio por el día (para no levantar sospechas) por lo que no puede dormir muy bien. Esta aparente doble vida de Misaki ha provocado un rumor mal intencionado que afirma que ella «vende su cuerpo por las noches».
Según Misaki ella solo desea tener «una felicidad super normal» y por esta razón ella está enamorada de su amigo, Shizuka, porque piensa que con el tiempo el llegara a ser «un sincero, estable y honesto hombre asalariado».
Sin querer un día, Hideaki, escucha una conversación de Misaki, Yukari y otras chicas y se entera de que Yukari y sus otras amigas están enamoradas de él, lo cual no le sorprende, porque él es el chico más popular y guapo del colegio, pero para su sorpresa también se entera de que Misaki, a excepción de las demás chicas, no «suspira por él» y está enamorada de su amigo Shizuka. También se entera de que Misaki piensa que él es un «dos caras», «una persona falsa» cuya «sonrisa esta determinada por el entorno» y que «no expresa realmente lo que siente su corazón». Esto le molesta mucho a Hideaki y entonces decide enamorar a Misaki para demostrarle que es todo lo contrario.
Otro día, Misaki, también sin intención, escucha una conversación entre Shizuka, Hideaki y otros chicos y descubre que a Shizuka le gusta Yukari, la chica más guapa y popular del colegio. Decepcionada de conocer esta verdad se resigna y consuela a sí misma diciéndose «es normal, es un chico normal, tan normal que le gusta una chica mona...», pero también se pregunta, por qué entonces Shizuka le demuestra tanto afecto y se preocupa tanto por su bienestar.
Es así que se inicia una serie de malentendidos, donde nadie averiguará la verdad de quién ama realmente a quién, sino hasta el final de la historia. Al final de la historia hay un piloto llamado Mas Menos Cero.

## Más Menos Cero
Es la historia piloto de Dice. Trata sobre una chica huérfana de 15 años llamada Airi Matsuzaka, una verdulera enamorada de su vecino, Hirohito Souda. Se hacen amigos pero las chicas del instituto no ven bien esto y la humillan constantemente. Además hay un profesor , Himeki-sensei, que se aprovecha de ella y la manda a hacer los trabajos más simples. Airi soporta esto silenciosamente pero en los recreos siempre se pone a gritar en la terraza para desahogarse. Un día Souda le recrimina que no actúe como alguien que no es en frente de él. Airi cree que lo decía por lastima y eso hace que Souda no le dirija la palabra. Airi se refugia en el baño donde las celosas fanes de Souda la mojan con una cubeta, para colmo Himeki le pide otra tarea simple. Souda la defiende y al otro día van a la casa de Hiro donde Airi se lleva una sorpresa: es hermanastra de Souda pues la madre de Airi volvió a casarse con el padre de Souda. Airi se reconcilia con su madre y Souda le confiesa que ha estado enamorado de ella más tiempo que ella de él. Airi y Souda se hacen novios.

## Personajes
- Misaki Mochizuki (望月 美咲 Mochizuki Misaki)
- Edad: 13 en el manga, 16 en el epílogo

Es una chica alegre y positiva que solo desea una felicidad ordinaria. Ella está enamorada de Shizuka, porque piensa que en el futuro llegará a ser “un sincero, estable y honesto hombre asalariado” y por el contrario considera sospechoso a Hideaki, porque piensa que “su sonrisa esta determinada por el entorno” y que “no expresa realmente lo que siente su corazón”.
Es amiga de Yukari y le encanta acosarla, porque según Misaki es “es tan mona, popular y tan buena chica que le es imposible dejarla en paz”. Tiene una hermana menor llamada Konoha quien es todo lo opuesto a ella (serie y la típica tsundere) y vive con su madre quien es igual a Konoha. Al final en el epiogo del manga ella sigue junto a Shizuka y la molestan por esto, (pues Shizuka se ha vuelto muy popular entre las chicas porque ahora es guapo, pero esto le molesta a Misaki pues lo prefería normal y aburrido). También ella se ha vuelto más guapa y popular entre los chicos. Además su familia ahora confía más en Shizuka pero a Misaki no parece molestarle mucho.
- Shizuka Mutou (武藤 静香 Mutou Shizuka)
- Edad: 13 en el manga, 16 en el epílogo

Es amigo de Misaki, Hideaki y Yukari. Es un chico muy normal y según las chicas de su colegio es “Agradable, pero feillo”, sin embargo, para Misaki su sonrisa es “el oasis de su corazón”. Tiene 2 hermanos que lo molestan por su afeminado nombre y haciéndole parodias de Doraemon (por el personaje Shizuka de esa serie). Aunque no lo sospecha Misaki, porque él afirmó que está enamorado de Yukari, él está enamorado de Misaki desde hace mucho tiempo. Se lo dice a Misaki y se hacen novios. Al final en el epílogo del manga, el y Misaki siguen juntos y sus amigos los molestan mucho (pues Shizuka se ha vuelto guapo y muy popular entre las chicas).
- Hideaki Hayami (速水 秀明 Hayami Hideaki)
- Edad: 13 en el manga, 16 en el epílogo

Es el típico popular “príncipe” de las chicas. Tiene a Misaki como la primera en su lista negra, porque le molesta e intriga que ella no “suspire” por él. Es el amigo más cercano de Shizuka, pero secretamente lo considera su rival. Si bien al comienzo de la historia Hedeaki siente antipatía por Misaki, al final, después de conocerla mejor, se enamora sinceramente de Misaki por lo que al final del manga reprocha a Misaki de que porque se ha hecho novia de Shizuka. Al final en el epílogo del manga molesta a Misaki de hasta cuando ella y Shizuka estarán juntos (ya van 3 años). También aclara que no le interesa Yukari porque es "egocéntrica como el". Yukari sigue tras Hideaki y este siempre la esquiva aunque Misaki descubre de que tal vez se esté enamorando de ella (Yukari).
- Yukari Kurihara (栗原 ゆかり Kurihara Yukari) (クリリン Kuririn)
- Edad: 13 en el manga, 16 en el epílogo

Su apodo es “Kururin” y es la típica chica guapa, popular y estudiosa. Antes de estar enamorada de Shizuka ella estaba enamorada de Hideaki. Al principio era amiga de Misaki pero cuando se entera de que Hideaki está enamorado de Misaki empieza a odiarla y a tratar de hacerle sufrir enamorando a Shizuka, porque sabe que Misaki está enamorada de Shizuka. Si bien en un comienzo esas fueron sus intenciones al relacionarse con Shizuka, hacer sufrir a Misaki, al final termina enamorándose sinceramente de Shizuka. Por último le grita a Misaki que porque dos chicos guapos están enamorados de ella si ella (Kuririn) es la más bonita y popular de la clase por lo que todos terminan catalogándola de egocéntrica lo cual la obliga a tranferirse a un instituto para chicas. Al final en el epílogo del manga se ve que no deja de perseguir a Hayami aunque también anda tras Shizuka y molesta a Misaki con su actitud egoísta, demostrando que no ha cambiado en lo absoluto y como dijo Hayami, es igual que el. 
- Curiosidad: Su apellido es Kurihara, es hija de Tohru Kurihara, tío de Noel y Maria Minamino del manga Mint na Bokura (otro manga de Ribon).
- Konoha Mochizuki (望月 木葉 Mochizuki Konoha)
- Edad: 12 en el manga, 15 en el epílogo

Es la hermana menor de Misaki y es la típica tsundere. Se queja por todo en especial sobre el carácter explosivo de Misaki. Misaki siempre la defiende de los bravucones que la molestan (su actitud tsundere causa estos pleitos) pero en una ocasión Konoha le grita pidiéndole que no lo haga más pues lo empeora. Shizuka defiende a Misaki de esto. Más tarde Konoha le confiesa a Shizuka que no lo hizo por eso sino porque quiere ser igual a su hermana. Aunque lo disimule quiere mucho a Misaki. Al final en el epílogo del manga se ve que ella y su madre confían más en Shizuka, ahora que Misaki es su novia. Si bien Misaki es igual a su padre (explosivos e irresponsables), Konoha es igual a su madre (tsundere y responsable). A veces en la traducción del manga su nombre se confunde con Kanoha.
- Kakimoto (由本 Kakimoto)
- Edad: 13 en el manga, 16 en el epílogo.

Kakimoto es un personaje secundario que va en la misma clase de Misaki. No es muy guapo porque cuando las chicas califican a los chicos del salón a él le ponen una D. Le gusta molestar a Misaki y parece sentirse atraído por Yukari Kurihara. No es un personaje relevante pero vuelve a aparecer cuando accidentalmente tira el obento de Misaki con una pelota y esta lo golpea dejándolo noqueado (La razón de esto era que era el primer obento en años que su madre le hacía a Misaki en años). En el epílogo parece enamorarse de Misaki pero Shizuka lo deja pirado diciéndole que no es el único tras ella.
- Airi Matsuzaka (愛理 松坂 Matsuzaka Airi)
- Edad: 15 años

Protagonista del Piloto de Dice: Mas menos Cero. Una chica huérfana quien tiene de vecino a su amor platónico: Hirohito Souda. Ella es una verdulera que por esto no tiene amigos. Conoce a Hirohito y se hace su amigo. Las otras chicas no ven bien esto (pues Souda es popular) y la humillan constantemente. Para desahogase siempre grita en la terraza. Al inicio mantiene una actitud doble cara ante Souda para caerle bien, pero a Souda más le gusta la actitud normal de Airi. En parte esta actitud se debe a que su abuela (con quien vivía antes pero murió hace poco) le decía que conseguirá cosas buenas si es una persona buena. Su diseño se basó para crear a Misaki, la protagonista de Dice. 
- Hirohito Souda (魔兵 裕仁 Soda Hirohito)
- Edad: 15 años.

Protagonista del Piloto de Dice: Mas menos Cero. Vecino de Airi. Guapo y popular. Parece saber cosas de Airi comoque ella es huérfana. Sabe que ella mantiene una actitud doble cara con él y eso no le gusta. Para sorpresa de Airi ellos son hermanastros pues la madre de Airi volvió a casarse con el padre de Souda. Al final se hace novio de Airi y le confiesa que ha estado enamorado de ella más tiempo que ella de él. Su diseño se basó para crear a Hideaki, el personaje de Dice.